# Bourth
Bourth település Franciaországban, Eure megyében. Lakosainak száma 1166 fő (2022. január 1.). Bourth Les Barils, Chaise-Dieu-du-Theil, Chéronvilliers, Gournay-le-Guérin, Mandres és Verneuil d’Avre et d’Iton községekkel határos.

## Népesség
A település népességének változása:
| Lakosok száma | 1070 | 1013 | 1064 | 1200 | 1270 | 1275 | 1255 | 1204 | 1188 | 1166 |
|               | 1968 | 1982 | 1990 | 2006 | 2013 | 2015 | 2017 | 2019 | 2020 | 2022 |